# Metroliner (trein)

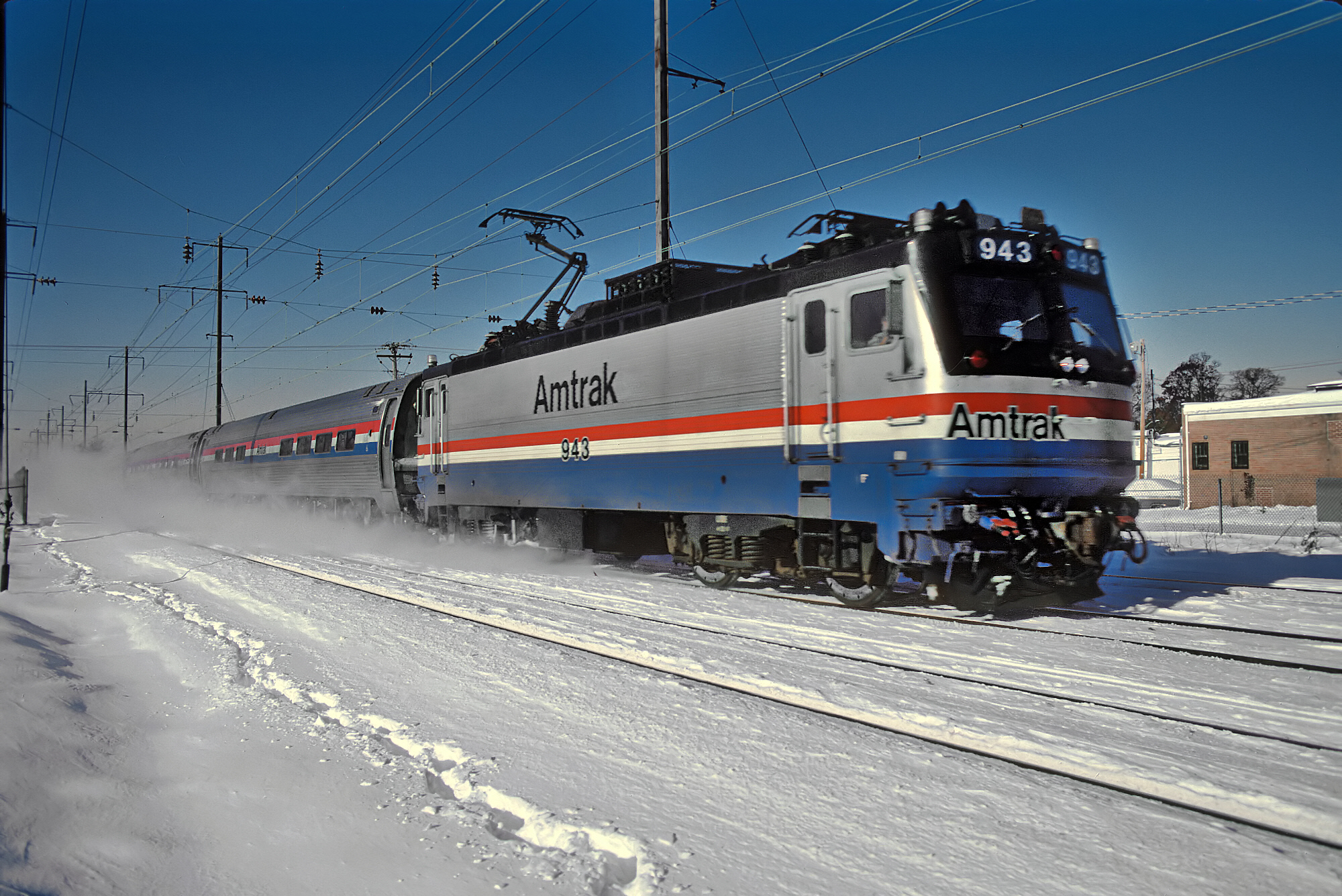
een AEM-7 locomotief meet een Metroliner dienst in 1987

De Metroliner is een voormalige treindienst tussen New York, Philadelphia en Washington die reed over de Northeast Corridor. De dienst werd geëxploiteerd door Penn Central en later door Amtrak.
De dienst begon in 1969 door Penn Central en de rit duur van 2,5 tot 4 uur over een traject van 362 km, in 1971 nam Amtrak de dienst over, zeven jaar na de overname van de dienst ging Penn Central failliet. In oktober 2006 werd de dienst geheel vervangen door de Acela Express.
De trein reed vijftien keer per dag tussen New York en Washington.

## De trein
De diensten werden gereden met speciaal daarvoor gebouwde Budd Metroliners bestaand uit 61 rijtuigen, deze treinstellen reden tot 1982 waarna ze op de Keystone Service gingen rijden. Vanaf 1978 tot 2006 werden EMD AEM-7 elektrische locomotieven en Amfleet rijtuigen ingezet.
Enkele Metroliners zijn omgebouwd tot 31 stuurstandrijtuigen, en tien tussenrijtuigen werden gebruikt om de Amfleet aan te vullen.

## Het traject

### New York - Philadelphia - Washington
Dit is de drukste passagierslijn in de Verenigde Staten. Sinds 2006 rijdt hier de Acela Express, de opvolger van de Metroliner, hier met een maximale snelheid van 200 km/h. De Budd Metroliner treinstellen rijden echter maximaal maar 150 km/u.